# Gare de Laqueuille
La gare de Laqueuille est une gare ferroviaire française, des lignes de Eygurande-Merlines à Clermont-Ferrand et de Laqueuille au Mont-Dore, située au lieu-dit Laqueuille-Gare  sur le territoire de la commune de Saint-Julien-Puy-Lavèze à proximité de celle de Laqueuille, dans le département du Puy-de-Dôme en région Auvergne-Rhône-Alpes.
Elle est mise en service en 1881 par l'Administration des chemins de fer de l'État. Halte ferroviaire desservie par les TER Auvergne-Rhône-Alpes jusqu'en 2015, elle est désormais fermée. Les lignes Car Région remplacent les trains.

## Situation ferroviaire
Établie à 942 mètres d'altitude, la gare de Laqueuille est située au point kilométrique 442,719 de la ligne d'Eygurande - Merlines à Clermont-Ferrand, au point culminant de la ligne, entre les gares ouvertes de Bourg-Lastic - Messeix et de La Miouze-Rochefort. Elle est séparée de ces deux gares respectivement par les gares aujourd'hui fermées de Saint-Sulpice (Puy-de-Dôme) et de Bourgeade.

Gare de bifurcation, elle est également l'origine de la ligne de Laqueuille au Mont-Dore, toujours au PK 442,719. La première gare ouverte dans cette direction est la gare de La Bourboule, avant laquelle s'intercalait la gare aujourd'hui fermée de Saint-Sauves.

## Histoire

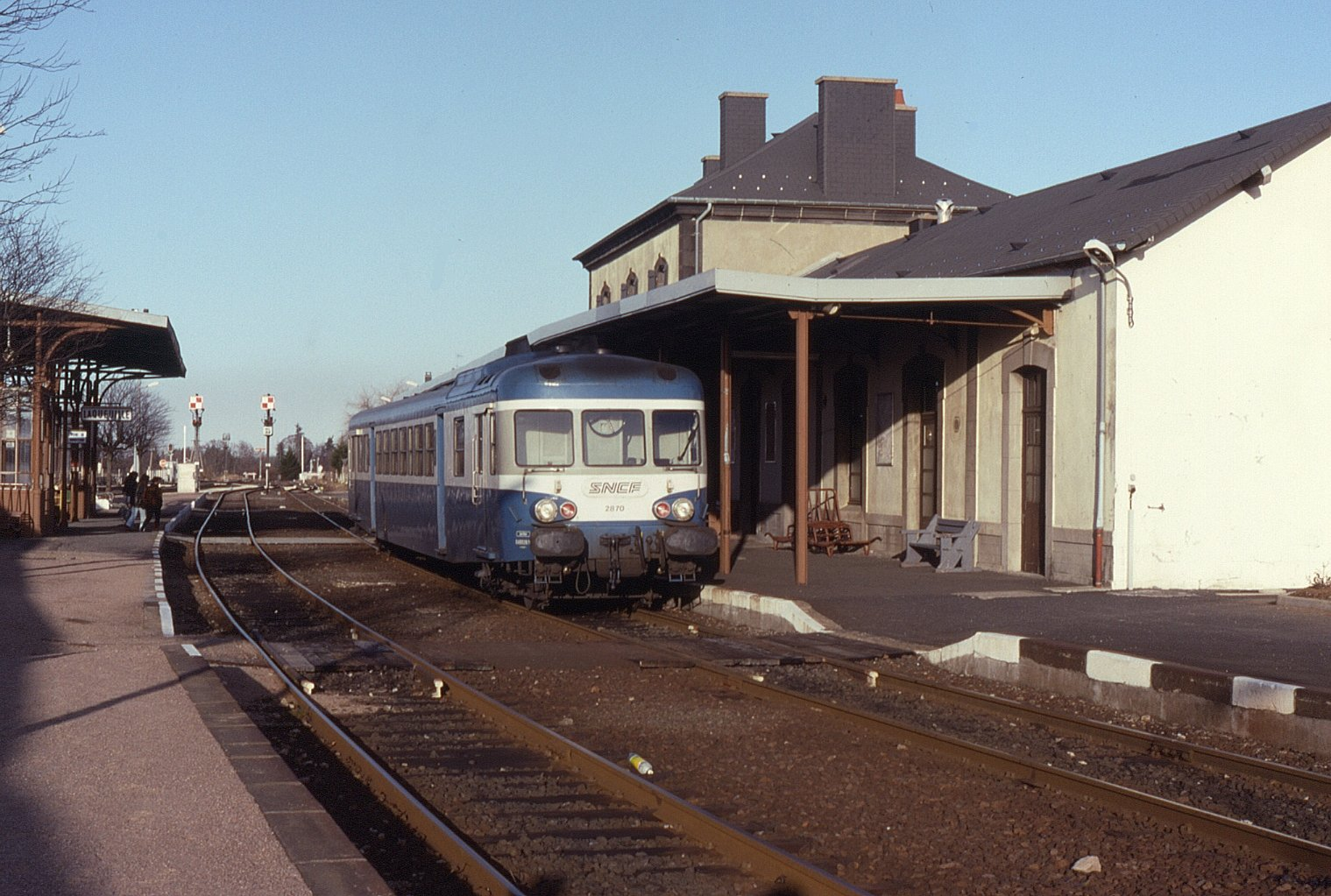
L'autorail X 2870 en gare de Laqueuille en 1991.

La gare de Laqueuille est mise en service le 6 juin 1881 par l'Administration des chemins de fer de l'État. Elle devient la gare des stations thermales de La Bourboule et Le Mont-Dore, point de départ et d'arrivée des « services routiers de correspondance ». La ligne et la gare sont reprises en 1884 par la Compagnie du chemin de fer de Paris à Orléans (PO). En saison trois trains directs arrivent de Paris, les curistes montant ensuite dans des voitures ou des omnibus à impériale.
L'ouverture, par le PO, de la ligne de Laqueuille au Mont-Dore le 1er juin 1899 marque la fin du transbordement routier, pour les stations thermales.

## Service des voyageurs

### Accueil
Arrêt routier, c’était un point d’arrêt non géré (PANG) à entrée libre.

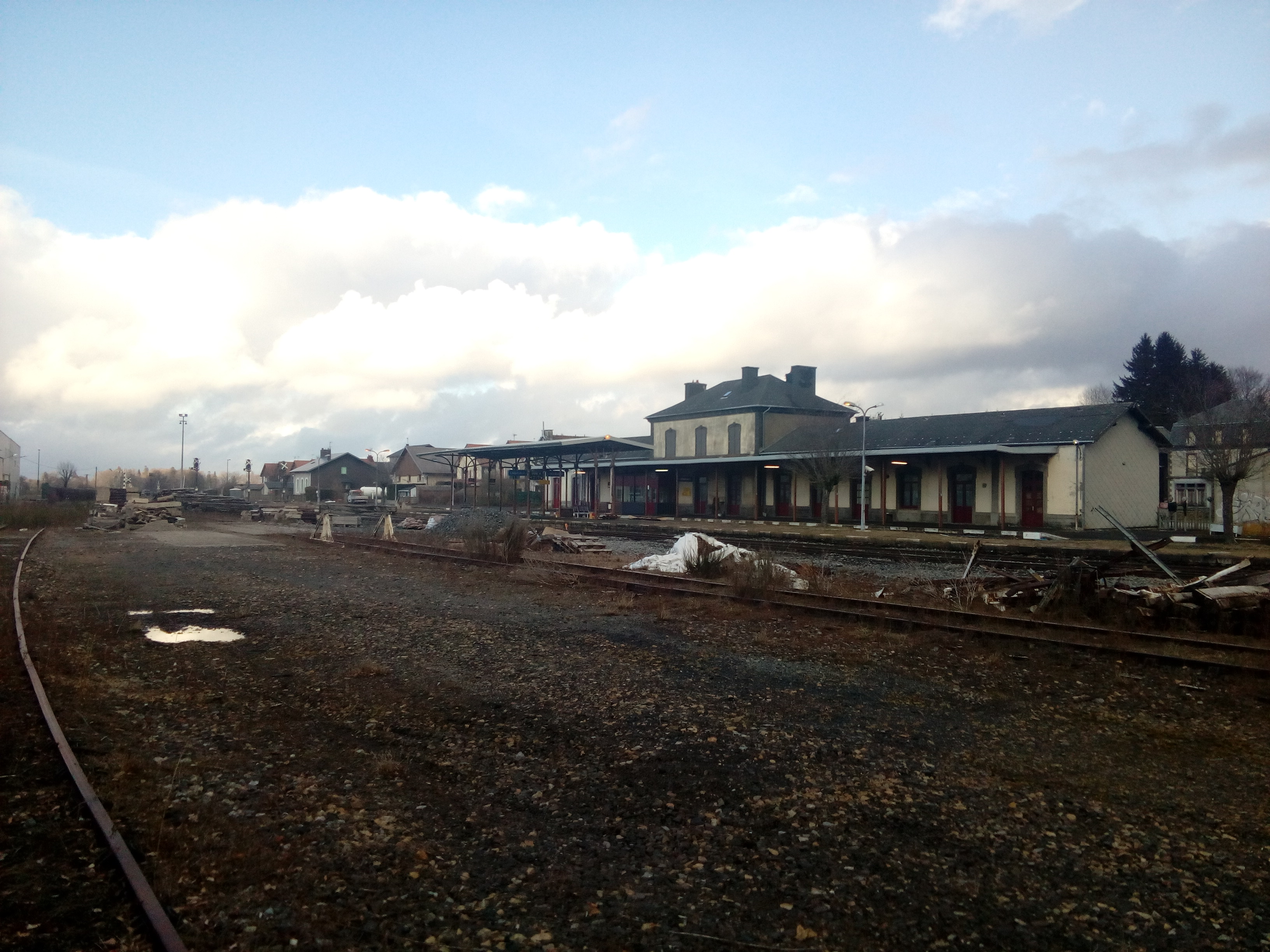
ancien bâtiment voyageur

Du fait du climat rude en hiver et des possibles risques de blocage à l'arrêt routier, celui-ci se compose d'une pièce éclairée et chauffée, le reste du bâtiment est à l'abandon.

### Desserte
Elle était desservie par les TER Auvergne-Rhône-Alpes (relation de Clermont-Ferrand au Mont-Dore jusqu'en novembre 2015 en raison des problèmes de shuntage du matériel (X 73500) assurant cet aller-retour. Depuis la desserte est intégralement assurée par des cars TER, puis par les Cars Région depuis 2023.
Jusqu'au 5 juillet 2014, elle a également été desservie par les trains TER Limousin reliant les gares de Limoges-Bénédictins ou de Brive-la-Gaillarde et Clermont-Ferrand, ainsi que des Intercités en provenance ou à destination de Bordeaux-Saint-Jean. La fermeture de la section de ligne Laqueuille – Eygurande a mis fin à ces dessertes.

### Intermodalité
Elle est située à 3,5 kilomètres du centre-ville de Laqueuille. Un parking pour les véhicules y est aménagé. Les lignes Cars Région P46, P47 et P52 se substituent aux trains.

## Service des marchandises
La gare de Laqueuille a été fermée au service fret le 3 novembre 2009. Elle reste utilisée pour l'attelage des trains des eaux du Mont Dore.